# Jean Macfarlane
Jean Walker Macfarlane, née à Selma (Californie) le 1er janvier 1894 et morte le 4 mars 1989, est une psychologue et une professeure d'université américaine, spécialisée en psychologie clinique et psychologie du développement.

## Biographie
Jean Macfarlane fait ses études à Berkeley, où elle obtient en 1917 son diplôme de philosophie. Elle prépare une thèse à Berkeley, et obtient le deuxième doctorat en psychologie délivré par cette université, le premier doctorat étant celui obtenu en 1915 par Olga Bridgman (en), dont elle est l'étudiante,,. Elle fonde en 1922 à Berkeley l'Institut de développement humain, appelé à l'origine l'Institut de protection de l'enfance. Elle est professeure à Berkeley de 1929 à 1961.

## Recherches
En 1928, Jean Macfarlane commence une étude longitudinale sur 250 bébés nés en 1928 et 1929. Elle est connue sous le nom d'étude d'orientation, et fournit des informations sur la personnalité normale, alors que précédemment, nombre de théories psychologiques se sont basées sur des informations provenant de personnalités pathologiques.

## Distinctions
- 1963 : Award for Distinguished contributions to the Science and Profession of Clinical Psychology, de l'Association américaine de psychologie[1]
- 1972 : co-lauréate du prix G. Stanley Hall for Distinguished Contribution to Developmental Psychology avec Margaret Kuenne Harlow (en) et de Harry Harlow[5]
- Présidente de la California State Psychological Association et de la Western Psychological Association
- Membre du conseil d'administration de l'Association américaine de psychologie
- Présidente de la division de psychologie clinique de l'APA (7e division)[1]